# Carl Erlanger
Carl Erlanger (* 1820; † 30. Januar 1889 in Frankfurt am Main) war ein deutscher Wechselsenal und Politiker.
Erlanger, der jüdischen Glaubens war, war Wechselsenal (also ein Börsenmakler für Wechsel) in der Freien Stadt Frankfurt. Dort war er auch politisch aktiv und war 1862 als Suppleant Mitglied des Gesetzgebenden Körpers der Freien Stadt Frankfurt.